# Qadarisme
El qadarisme o qadariyya (de l'àrab qàdar, قدر, qadar, ‘destí’) designa un grup de teòlegs sense homogeneïtat interna que en els primers temps de l'islam, del 690 a la consolidació definitiva del mutazilisme als inicis del segle ix, proclamava la validesa del principi del lliure albir. També es va donar aquest nom als teòlegs defensors de l'omnipotència divina. Modernament es dona de vegades als teòlegs mutazilites.